# Евстигнеев, Игорь Иванович
Игорь Иванович Евстигнеев (3 декабря 1934, Подкопаево, Западная область — 6 декабря 2020, Калуга) — кузнец Калужского машиностроительного завода, Герой Социалистического Труда (1971).

## Биография
Уроженец с. Подкопаево Мещовского района (ныне — Калужской области). После окончания 7 классов школы поступил в группу кузнецов Людиновского ремесленного училища № 2.
В 1953—1955 работал кузнецом в Спасской МТС (Барятинский район). Три года служил в армии в стройбате в Томской области на строительстве атомной электростанции. После увольнения в запас поступил на Калужский машиностроительный завод кузнецом.
Задание семилетки выполнил за 5 лет, и в 1966 году был награждён орденом «Знак Почета». План 8-й пятилетки выполнил за 3 года 8 месяцев, за что в 1971 году удостоен звания Героя Социалистического Труда.
В последующие годы награждён вторым орденом Ленина и орденом Октябрьской революции.
С 1993 г. на пенсии.
Делегат XXV съезда КПСС. Избирался депутатом Калужского областного Совета.
Почетный гражданин Калуги (9 сентября 1987 г. — Евстигнеев Игорь Иванович, бригадир кузнецов Калужского машиностроительного завода, Герой Социалистического Труда. Решение Исполкома Калужского городского Совета депутатов трудящихся № 333/1).
Скончался 6 декабря 2020 года в Калуге.